# نهائي الدوري الأوروبي 2020
نهائي الدوري الأوروبي 2020 هي المباراة النهائية للدوري الأوروبي 2019–20، وهُو الموسم التاسع والأربعون من بطولة أوروبا لكرة القدم الثانوية التي يُنظمها الاتحاد الأوروبي لكرة القدم، والموسم الحادي عشر منذ إعادة تسميتها من كأس الاتحاد الأوروبي إلى الدوري الأوروبي. أُقيمت المباراة على ملعب راين إنرجي في مدينة كولونيا في ألمانيا يوم 21 أغسطس 2020، وفاز فيها نادي إشبيلية الإسباني على نادي إنتر ميلان الإيطالي بنتيجة ثلاثة أهداف مُقابل اثنين. وقد أقيمت المباراة خلف أبواب مغلقة وذلك بسبب جائحة فيروس كورونا في أوروبا.
تأهل إشبيلية مباشرة لمُواجهة الفائز بلقب دوري أبطال أوروبا 2019–20 في كأس السوبر الأوروبي 2020. كما تأهل مُباشرة للمُشاركة في مرحلة المجموعات في دوري أبطال أوروبا 2020–21، إلا أنه بما أن كلا الفريقين قد تأهلا بالفعل للنسخة القادمة من دوري الأبطال من بوابة الدوري فقد مُنح المقعد للفريق الثالث من الدوري ألفرنسي 2019–20 (ستاد رين)، الرابطة المصنفة الخامسة أوروبيًّا وفقا لقائمة الدخول في الموسم المقبل.

## المباراة
| إشبيلية                                | 3–2   | إنتر ميلان                   |
| -------------------------------------- | ----- | ---------------------------- |
| - دي يونغ 12'، 33' - لوكاكو 74' (ه.ذ.) | تقرير | - لوكاكو 5' (ج.) - غودين 36' |

## وصلات خارجية
- الدوري الأوروبي (موقع شبكي رسمي)